# ES Sétif
Entente Sportive de Sétif (Arabsky: وفاق سطيف) (ES Sétif) je Alžírský fotbalový klub založený v roce 1958. Postupně měnily názvy: USM Sétif, EPS Sétif, ESS Sétif až do nynější podoby ES Sétif. První klubové barvy byly zelená a bílá. To se však změnilo a nyní to je černá s bílou.

## Tituly
- Alžírská liga: 8

1967–68, 1986–87, 2006–07, 2008–09, 2011–12, 2012–13, 2014–15, 2016–17
- Alžírský pohár: 6

1962–63, 1963–64, 1966–67, 1967–68, 1979–80, 1988–89, 2009–10, 2011–12
- Africká Liga mistrů: 2

1988, 2014
- Arabská liga mistrů: 2

2007, 2008
- Afro-asijský šampionát klubů: 1

1989